# 大叶香茶菜
大叶香茶菜（学名：Isodon grandifolius）为唇形科香茶菜属下的一个种。